# Danes
Danes je petek,  21. marec 2025, 13:19.
Danes je dan za včerajšnjim in dan pred jutrišnjim. Zahodna civilizacija ga ima za časovno dobo med predhodno polnočjo in naslednjo polnočjo.
Danes je v jezikoslovju prislov in predstavlja sedanjost.